# Ronde van Italië 2013/Twaalfde etappe
De 12e etappe van de Ronde van Italië 2013 werd op 16 mei gereden. Het ging om een vlakke rit over 134 kilometer van Longarone naar Treviso. De Brit Mark Cavendish tekende voor zijn derde overwinning door de massasprint in Treviso te winnen. De stand in het algemeen klassement bleef ongewijzigd en hier behield de Italiaan Vincenzo Nibali de leiding.

## Verloop
De twaalfde etappe was een rit geschikt voor de sprinters, met maar twee beklimmingen van de vierde categorie. Al vroeg in de etappe ontstond er een kopgroep van vijf man met daarbij de Nederlander Maurits Lammertink en de Belg Bert De Backer. In eerste instantie leek het peloton, op de Belgische Omega Pharma-Quickstep-formatie na, de zege aan de vluchters te willen geven. Toen de Britse favoriet Bradley Wiggins echter op achterstand kwam na de afdaling van de tweede beklimming, begonnen de ploegen van de klassementsrenners het peloton aan te trekken. Dit had als gevolg dat de achterstand op de kopgroep snel werd ingelopen en de achterstand van Wiggins niet kleiner werd. Op vijfhonderd meter voor de streep sprintte het peloton de kopgroep voorbij. Na het aantrekken van de sprint door de Belg Gert Steegmans maakte de Brit Mark Cavendish het karwei af. Hij ging als eerste over de streep met achter hem de Fransman Nacer Bouhanni en de Sloveen Luka Mezgec. Het was voor Cavendish zijn 100e profzege.
De Italiaan Vincenzo Nibali behoudt zonder problemen de leiding in het algemeen klassement. Op de tweede plek staat nog steeds de Australiër Cadel Evans. Hij heeft een achterstand van 41 seconden op Nibali. Met een achterstand van twee minuten en vier seconden staat de Colombiaan Rigoberto Urán op de derde plaats. Robert Gesink steeg, als beste Nederlander, van de vijfde naar de vierde plek door het wegvallen van de Brit Bradley Wiggins. Gesink heeft een achterstand van twee minuten en twaalf seconden. De beste Belg is Francis De Greef. Hij staat met een achterstand van twaalf minuten en twee seconden op de 24e plaats.
In het puntenklassement heeft de Brit Mark Cavendish door zijn dagzege de leiding weer overgenomen van de Australiër Cadel Evans. De eerste plaats van Italiaan Stefano Pirazzi in het bergklassement kwam niet in gevaar tijdens de twaalfde etappe. Ook in het jongerenklassement verandert niks. Hier gaat de Pool Rafał Majka nog steeds aan de leiding. Ondanks het tijdverlies van ruim drie minuten staat de Britse Sky ProCycling nog eerst in het ploegenklassement.

## Uitslag
| Longarone - Treviso (134 km) |                    |                           |          |
| Plaats                       | Naam               | Ploeg                     | Tijd     |
| Winnaar                      | Mark Cavendish     | Omega Pharma-Quickstep    | 3u01'47" |
| 2                            | Nacer Bouhanni     | FDJ                       | z.t.     |
| 3                            | Luka Mezgec        | Argos-Shimano             | z.t.     |
| 4                            | Giacomo Nizzolo    | RadioShack-Leopard        | z.t.     |
| 5                            | Brett Lancaster    | Orica-GreenEdge           | z.t.     |
| 6                            | Manuel Belletti    | AG2R-La Mondiale          | z.t.     |
| 7                            | Roberto Ferrari    | Lampre-Merida             | z.t.     |
| 8                            | Sacha Modolo       | Bardiani Valvole-CSF Inox | z.t.     |
| 9                            | Ioannis Tamouridis | Euskaltel-Euskadi         | z.t.     |
| 10                           | Francisco Ventoso  | Team Movistar             | z.t.     |
|                              |                    |                           |          |
| 12                           | Kenny Dehaes       | Lotto-Belisol             | z.t.     |
| 22                           | Maurits Lammertink | Vacansoleil-DCM           | z.t.     |

## Klassementen
| Algemeen klassement |                    |                           |           |
| Plaats              | Naam               | Ploeg                     | Tijd      |
| Roze trui           | Vincenzo Nibali    | Astana Pro Team           | 43u26'27" |
| 2                   | Cadel Evans        | BMC Racing Team           | + 41"     |
| 3                   | Rigoberto Urán     | Sky ProCycling            | + 2'04"   |
| 4                   | Robert Gesink      | Blanco Pro Cycling        | + 2'12"   |
| 5                   | Michele Scarponi   | Lampre-Merida             | + 2'13"   |
| 6                   | Mauro Santambrogio | Vini Fantini-Selle Italia | + 2'55"   |
| 7                   | Przemysław Niemiec | Lampre-Merida             | + 3'35"   |
| 8                   | Beñat Intxausti    | Team Movistar             | + 4'05"   |
| 9                   | Domenico Pozzovivo | AG2R-La Mondiale          | + 4'17"   |
| 10                  | Rafał Majka        | Team Saxo-Tinkoff         | + 4'21"   |
|                     |                    |                           |           |
| 24                  | Francis De Greef   | Omega Pharma-Quickstep    | + 12'02"  |

| Puntenklassement |                |                             |        |
| Plaats           | Naam           | Ploeg                       | Punten |
| Rode trui        | Mark Cavendish | Omega Pharma-Quickstep      | 83     |
| 2                | Cadel Evans    | BMC Racing Team             | 73     |
| 3                | Elia Viviani   | Cannondale Pro Cycling Team | 60     |
|                  |                |                             |        |
| 28               | Pim Ligthart   | Vacansoleil-DCM             | 22     |
| 31               | Bert De Backer | Argos-Shimano               | 20     |

| Bergklassment |                   |                           |        |
| Plaats        | Naam              | Ploeg                     | Punten |
| Blauwe trui   | Stefano Pirazzi   | Bardiani Valvole-CSF Inox | 46     |
| 2             | Jackson Rodriguez | Androni Giocattoli        | 26     |
| 3             | Robinson Chalapud | Colombia                  | 23     |
|               |                   |                           |        |
| 11            | Willem Wauters    | Vacansoleil-DCM           | 9      |
| 28            | Pim Ligthart      | Vacansoleil-DCM           | 3      |

| Jongerenklassement |                         |                    |           |
| Plaats             | Naam                    | Ploeg              | Tijd      |
| Witte trui         | Rafał Majka             | Team Saxo-Tinkoff  | 43u30'48" |
| 2                  | Carlos Alberto Betancur | AG2R-La Mondiale   | + 1'05"   |
| 3                  | Wilco Kelderman         | Blanco Pro Cycling | + 4'34"   |
|                    |                         |                    |           |
| 8                  | Jens Keukeleire         | Orica-GreenEdge    | + 43'11"  |

| Ploegenklassement |                    |            |
| Plaats            | Ploeg              | Tijd       |
|                   | Sky ProCycling     | 138u49'53" |
| 2                 | Blanco Pro Cycling | + 2'12"    |
| 3                 | Lampre-Merida      | + 9'44"    |

## Uitvallers
- De Deen Matti Breschel (Team Saxo-Tinkoff) is niet van gestart vanwege een knieblessure.[1]
- De Colombiaan Dalivier Navarro (Colombia) heeft de etappe niet uitgereden.

1e etappe ·
2e etappe ·
3e etappe ·
4e etappe ·
5e etappe ·
6e etappe ·
7e etappe ·
8e etappe ·
9e etappe ·
10e etappe ·
11e etappe ·
12e etappe ·
13e etappe ·
14e etappe ·
15e etappe ·
16e etappe ·
17e etappe ·
18e etappe ·
19e etappe ·
20e etappe ·
21e etappe
Startlijst · Eindstanden · Afbeeldingen